# Geokichla leucolaema
Geokichla leucolaema е вид птица от семейство Turdidae. Видът е почти застрашен от изчезване.